# František Poliak
František Poliak (28. září 1872 Banská Štiavnica – 28. listopadu 1933) byl slovenský a československý politik a meziválečný senátor Národního shromáždění.

## Biografie
V parlamentních volbách v roce 1920 získal za Československou sociálně demokratickou stranu dělnickou senátorské křeslo v Národním shromáždění. V senátu zasedal do roku 1925.
Profesí byl úředníkem v obci Sandry.